# Stegehus Len
Stegehus Len var et len på Møn knyttet til Stegehus. Det bestod af to herreder, Møn Øster Herred og Møn Vester Herred. Tidligere havde Møn kun et herred, idet Kong Valdemars Jordebog kun nævner eet sådant.
I 1662 blev lenet omdannet til Møn Amt. De to herreder blev i 1685 lagt sammen til ét, Mønbo Herred.

## Lensmænd
Følgende personer har forlenet Stegehus Len:
- Ca. 1288 Grev Vitslav af Eberstein
- 1323 Henning Moltke
- 1362 Fikke Moltke
- 1396-1401 Jens Rud
- 1419 Valdemar Bydelsbak
- 1457–64 Erik Aagesen Thott
- 1465 Laurens Axelsen Thott
- 1480 Axel Valkendorf
- 1485 Vincens Iversen Dyre
- 1500 Mogens Gøye
- 1503 Jørgen Rud
- ca. 1505-1534 Anders Bentsen Bille[2]
- 1557-1563 Niels Truidsen Ulfstand
- 1636-1637 Corfitz Ulfeldt